# متحدانية

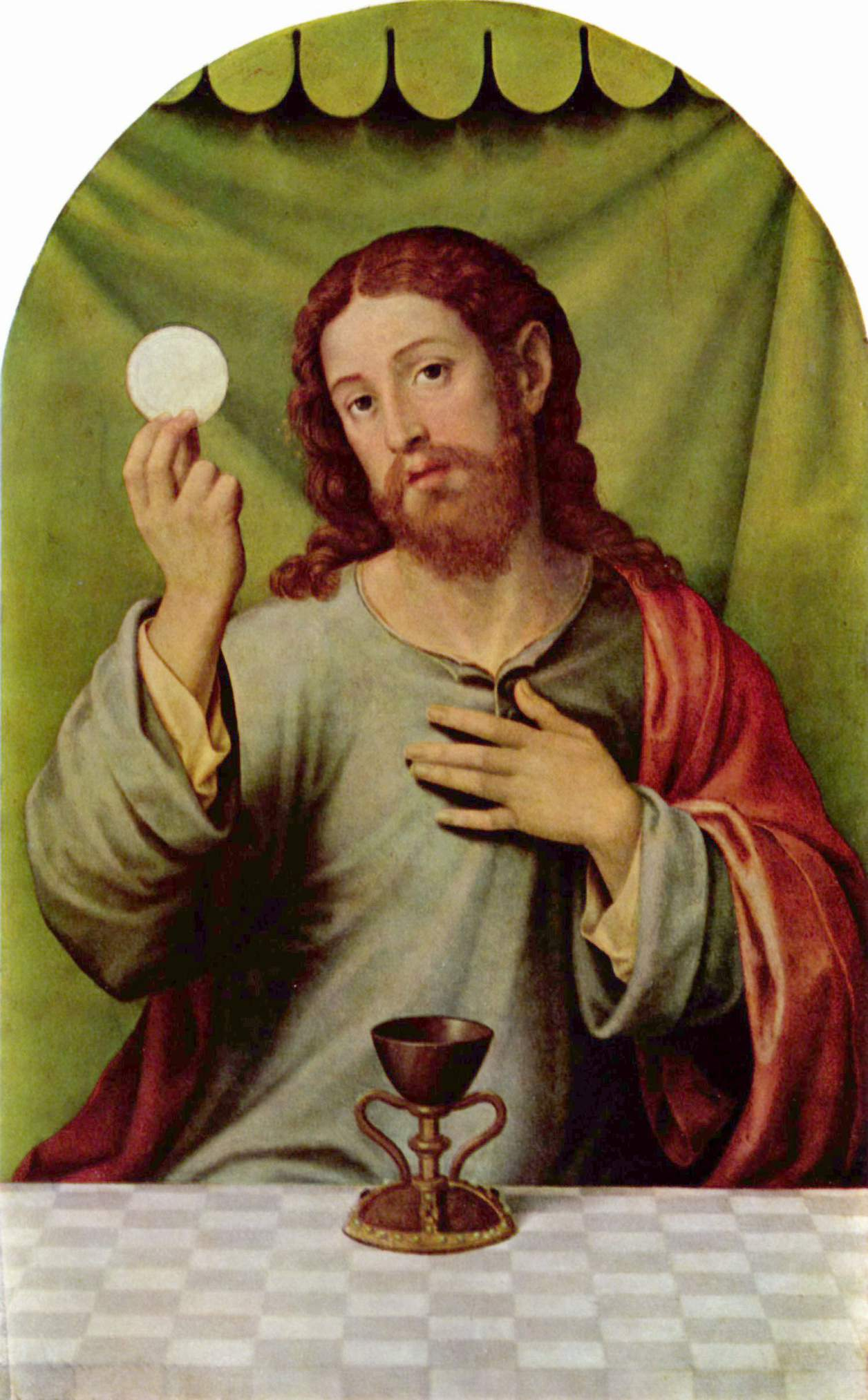
تصور للمسيح

المُتَّحِدانية هو عقيدة لاهوتية مسيحية تصف (مثل الاستحالة الجوهرية) الوجود الحقيقي للمسيح في القربان المقدس. تنص أن جوهر جسد المسيح ودمه يوجد خلال القربان المقدس جنبًا إلى جنب مع جوهر الخبز والنبيذ اللذَين يظلان حاضرين. كانت جزءًا من مذاهب Lollardy وعدتها الكنيسة الرومية الكثلية بدعة أو هرطقة. وقد دافع عنها لاحقًا إدوارد بوسي من حركة أكسفورد ولذلك يحتفظ بها العديد من الإنجيليين في الكنيسة العليا. 